# Кавачи
Кавачи — один из наиболее активных подводных вулканов юго-запада Тихого океана. Находится к югу от острова Вангуну. Назван в честь морского бога аборигенов островов Нью-Джорджии, у местных жителей также известен как «Rejo te Kavachi» («Печь Кавачи»). Начиная с первого зафиксированного извержения в 1939 году вулкан поднимался и опускался над уровнем моря 8 раз.
В мае 2000 года жерло вулкана находилось ниже, однако частые извержения поднимали уровень раскалённой лавы выше 70 м над уровнем моря. Над вулканом постоянно возвышалось облако пара высотой более 500 м.
Во время извержения вулкана в 2003 году сформировался 15-метровый остров, но он довольно быстро исчез. Дополнительные извержения происходили в марте 2004 года и апреле 2007 года.
В кратере вулкана, несмотря на высокую температуру и кислотность, обнаружены акулы (бронзовая акула-молот, шёлковая акула), скаты (Hexatrygon bickelli), другие рыбы и медуза.